# ナムコレクション
- ナムココレクション

『ナムコレクション』（namco 50th ANNIVERSARY namCollection）は、ナムコが2005年7月21日に発売したPlayStation 2用ゲームソフト。ナムコが創立50周年を記念して、過去に制作したPlayStation用ゲームソフト5タイトルをPlayStation 2に移植したものである。

## 概要
ナムコが過去に発売したPlayStation用ゲームソフトをそのままPlayStation 2で動作するように調整したものである。例えば『リッジレーサー』の起動時に『ギャラクシアン』がプレイできるなど、基本的に当時そのままの移植であり、メモリーカード周りの表現が一部変わっているなどの点を除いて、ゲーム内容は原作とほぼ同一である。ただし、『リッジレーサー』はBGMが変更されている。また、全作品がデュアルショック2のアナログスティック対応となっており、読み込み時間が短縮されているタイトルもある。
この他、それぞれの5作品を簡単にメドレー紹介した独自のオープニングムービーと、隠し要素紹介やイラスト、プレイムービーなどを収録した「ミュージアムモード」などを搭載している。
しかし、PlayStation 2にはPlayStationの上位互換機能があり、また本作発売当時の中古ゲームソフトショップでそれぞれオリジナルのPlayStation版を買うとおよそ1,500円程度で済むというラインナップの悪さのため、売り上げは伸びなかった。そのため一部では値崩れを起こし、その結果却ってコストパフォーマンスが良くなるという事態も起こった。

## 収録作品
- リッジレーサー （1994年12月3日発売）
- 鉄拳 （1995年3月31日発売）
- エースコンバット2 （1997年5月30日発売）
- 風のクロノア door to phantomile （1997年12月11日発売）
- ミスタードリラー （2000年6月29日発売）

## ミュージアムモード
それぞれの作品の隠し要素紹介やイラストなどを収録したモード。
インフォメーション
シークレットファクター
隠し要素や裏技を紹介。『ミスタードリラー』以外の4作品に存在。
全キャラクター技表
『鉄拳』の技表を網羅。
用語辞典
『エースコンバット2』の用語を解説。
ギャラリー
キャラクターの設定画像集などのイラストを見ることができる。『リッジレーサー』以外の4作品に存在。
スーパープレイムービー
『リッジレーサー』と『ミスタードリラー』のスーパープレイ動画を収録。